# 媽閣廟

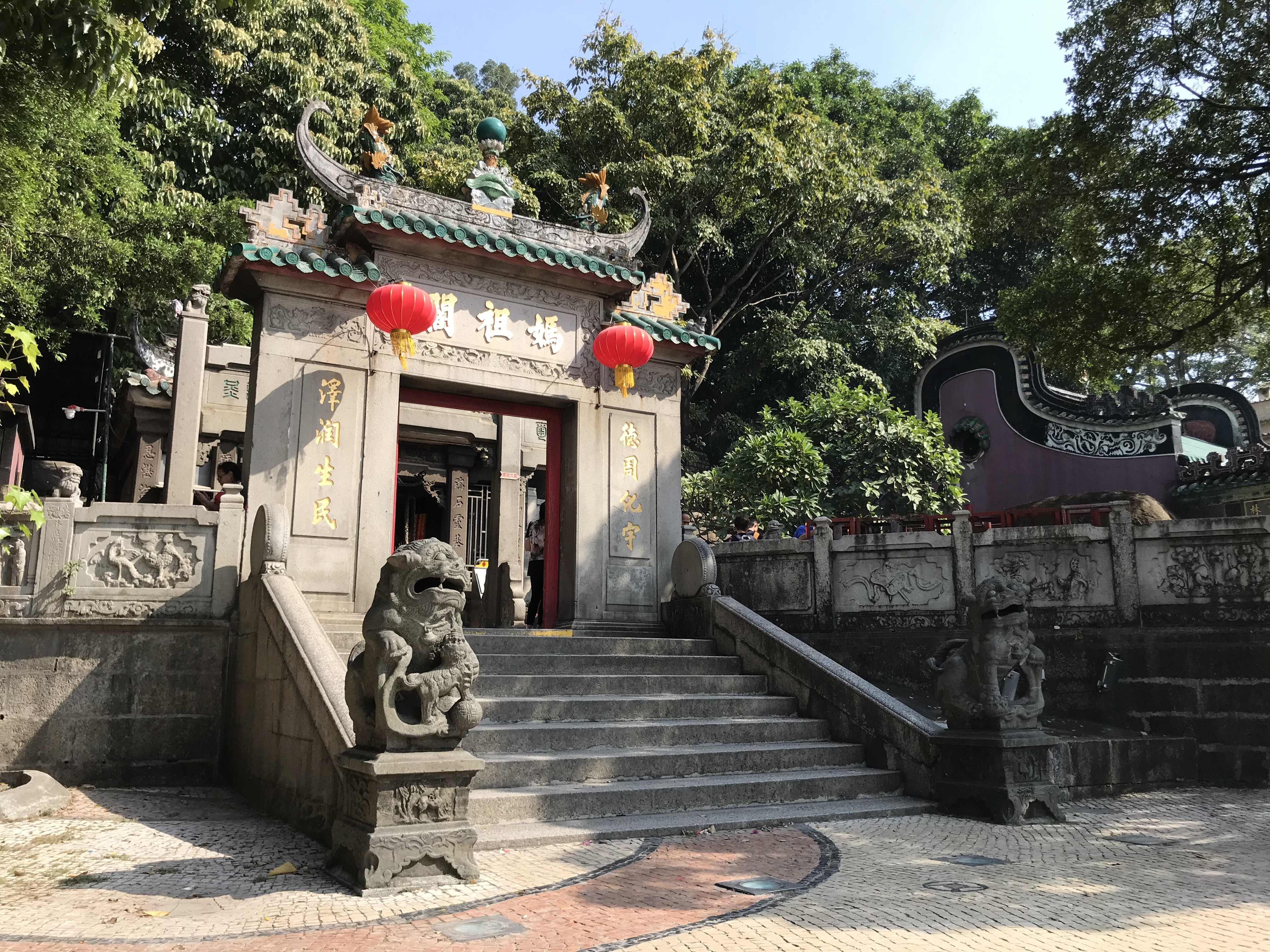
媽閣廟

媽閣廟（まかくびょう、広東語粤拼:ma5 gok3 miu6、ポルトガル語: Templo de A-Má）は、マカオ最古の寺院（媽祖廟）。明代初期（1368-1644）に福建省の漁師によって建てられたと言われている。
管轄区域内の4つの霊廟のうち3つは、船乗りと漁師の守護神に捧げられている。入り口付近には色とりどりのジャンク船を描いた丸い岩が置かれ、廟には媽祖像とともにジャンク船の模型が祀られている。寺院は丘の中腹に建てられており、頂上にある霊廟は観音廟である。旧暦3月23日には媽祖の祭りが盛大に行われる。
2005年、媽閣廟はマカオ歴史地区の一部として世界文化遺産に登録された。